# Platymantis paengi
Espèce
Statut de conservation UICN

 EN  : En danger
Platymantis paengi est une espèce d'amphibiens de la famille des Ceratobatrachidae.

## Répartition
Cette espèce est endémique de Panay aux Philippines. Elle se rencontre de 180 à 300 m d'altitude sur le mont Lihidan.

## Description
Les mâles mesurent de 27,7 à 34,3 mm

## Étymologie
Cette espèce est nommée en l'honneur de Rafe Marion Brown. En effet, paeng est le nom en Tagalog qui signifie Rafael.

## Publication originale
- Siler, Linkem, Diesmos & Alcala, 2007 : A new species of Platymantis (Amphibia: Anura: Ranidae) from Panay Island, Philippines. Herpetologica, vol. 63, p. 351-364 (texte intégral).